# Інвер-Гров-Гайтс
Інвер-Ґров-Гайтс (англ. Inver Grove Heights) — місто (англ. city) в США, в окрузі Дакота штату Міннесота. Населення — 35 801 особа (2020).

## Географія
Інвер-Ґров-Гайтс розташований за координатами 44°49′25″ пн. ш. 93°3′29″ зх. д. / 44.82361° пн. ш. 93.05806° зх. д. (44.823666, -93.058061).  За даними Бюро перепису населення США в 2010 році місто мало площу 78,03 км², з яких 71,91 км² — суходіл та 6,12 км² — водойми.

## Демографія
Згідно з переписом 2010 року, у місті мешкало 33 880 осіб у 13 476 домогосподарствах у складі 9036 родин. Густота населення становила 434 особи/км².  Було 14062 помешкання (180/км²).
Расовий склад населення:
| - 85,7 % — білих - 3,8 % — чорних або афроамериканців - 3,4 % — азіатів - 0,4 % — корінних американців - 0,1 % — вихідців з тихоокеанських островів - 3,5 % — осіб інших рас |

До двох чи більше рас належало 3,1 %. Частка іспаномовних становила 8,9 % від усіх жителів.
За віковим діапазоном населення розподілялося таким чином: 24,5 % — особи молодші 18 років, 63,7 % — особи у віці 18—64 років, 11,8 % — особи у віці 65 років та старші. Медіана віку мешканця становила 38,4 року. На 100 осіб жіночої статі у місті припадало 92,2 чоловіків;  на 100 жінок у віці від 18 років та старших — 90,1 чоловіків також старших 18 років.
Середній дохід на одне домашнє господарство  становив 87 369 доларів США (медіана — 65 108), а середній дохід на одну сім'ю — 104 984 долари (медіана — 83 174). Медіана доходів становила 52 137 доларів для чоловіків та 45 084 долари для жінок. За межею бідності перебувало 9,9 % осіб, у тому числі 15,1 % дітей у віці до 18 років та 5,9 % осіб у віці 65 років та старших.
Цивільне працевлаштоване населення становило 18 463 особи. Основні галузі зайнятості: освіта, охорона здоров'я та соціальна допомога — 22,6 %, науковці, спеціалісти, менеджери — 11,4 %, виробництво — 11,1 %, роздрібна торгівля — 11,0 %.